# Andover (Massachusetts)
Andover – miejscowość w USA, w stanie Massachusetts, w hrabstwie Essex.